# Alexander Gelhaar
Alexander Gelhaar (Frankfurt, 1908. november 24. – Atlanti-óceán, 1939. október 14.) második világháborús német tengeralattjáró-parancsnok volt. Két harci küldetése volt, amely során két kereskedelmi hajót küldött hullámsírba. 1936. október 1. és 1938. február 2. között az első világháború után épített első búvárhajó, a IIA típusú U–1 parancsnoka volt.

## Pályafutása
Alexander Gelhaar 1927. október 11-én csatlakozott a birodalmi haditengerészethez kadétként. 1935. szeptember és 1936. szeptember között azon kevesek közé tartozott, akik nagyon alapos tengeralattjárós kiképzést kaptak a háború előtt. Az iskola befejezése után az U–1 iskolahajó második kapitánya lett 1938. február 2-áig.
1938. június 25-én átvette a VIIc típusú U–45-öt Kielben. 1939. augusztus 19-én, kevéssel a háború kitörése előtt, amikor már látszott, hogy az összecsapás elkerülhetetlen, Gelhaartot a brit szigetekhez küldték járőrözni. Szeptember 15-én tért vissza, majd október 9-én ismét kifutott. Október 14-én elsüllyesztett két kereskedelmi hajót, majd aznap, délnyugatra Írországtól, az HMS Inglefield, az HMS Ivanhoe és az HMS Itrepid romboló mélységi bombákkal elpusztította az U–45-öt. Gelhaar és 37 társa meghalt.

## Összegzés
| Hajója | Parancsnoki szolgálata               | Őrjáratok száma | Őrjáratok hossza (nap) | Eltalált hajók száma | Eltalált hajók vízkiszorítása (brt) |
| ------ | ------------------------------------ | --------------- | ---------------------- | -------------------- | ----------------------------------- |
| U–1    | 1936. október 1. – 1938. február 2.  | 0               | 0                      | 0                    | 0                                   |
| U–45   | 1938. június 25. – 1939. október 14. | 2               | 34                     | 2                    | 19 313                              |

## Elsüllyesztett hajók
| Búvárhajó | Nap               | Hajó     | Nemzetisége        | Vízkiszorítása (brt |
| --------- | ----------------- | -------- | ------------------ | ------------------- |
| U–45      | 1939. október 14. | Lochavon | Egyesült Királyság | 9205                |
| U–45      | 1939. október 14. | Bretagne | Franciaország      | 10 108              |